# Austrophorocera longiuscula
Austrophorocera longiuscula là một loài ruồi trong họ Tachinidae.